# Adriaan Loosjes (1689-1767)

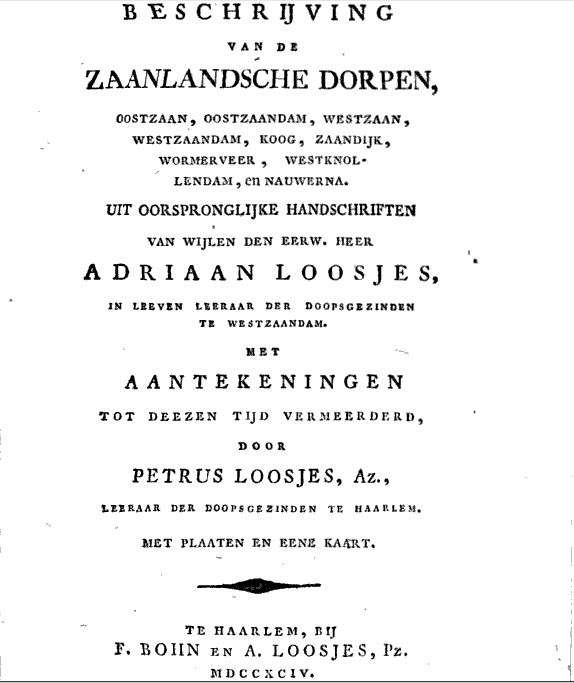
Titelblad Beschrijving van de Zaanlandsche dorpen

Adriaan Loosjes (Westzaandam, 15 april 1689 - aldaar, 20 maart 1767) was een Nederlandse predikant en auteur.

## Leven en werk
Loosjes, telg uit het geslacht Loosjes, werd in 1689 te Westzaandam geboren als zoon van de doopsgezinde leraar Cornelis Loosjes en van Neeltje Dirks. Zijn moeder overleed toen hij vier jaar oud was. Op veertienjarige leeftijd maakte in 1703 een reis naar Groenland onder leiding van een vriend van zijn vader Cornelis Gijsbertsz. Zorgdraager. Aanvankelijk wilde hij dan ook zeeman worden. Zijn leven kreeg echter een andere wending. Na enige tijd in de leer geweest te zijn bij een houtzager zocht hij aansluiting bij de doopsgezinde gemeente. Hij liet zich dopen en bekwaamde zich in de theologie. Hij preekte regelmatig in de doopsgezinde gemeente van Westzaandam. Van 1745 tot 1762 vervulde hij aldaar het ambt van predikant. Namens de doopsgezinde gemeenschap van Noord-Holland werd hij aangewezen om stadhouder Willem IV in 1747 geluk te wensen met zijn benoeming tot stadhouder van Holland. Naast voorganger bleef hij ook werkzaam als houthandelaar. Als auteur maakte hij een beschrijving van de Zaanlandse dorpen Oostzaan, Oostzaandam, Westzaan, Westzaandam, Koog aan de Zaan, Zaandijk, Wormerveer, Westknollendam en Nauwerna. De tekenaar Jan Bulthuis vervaardigde voor dit werk de prenten. Dit werk werd postuum door zijn zoon Petrus Loosjes (1735-1813) gepubliceerd en uitgegeven door zijn kleinzoon Adriaan Loosjes (1761-1818). Daarnaast vertaalde Loosjes samen met enkele collega's werk van de geschiedschrijver Flavius Josephus.
Loosjes was tweemaal gehuwd. Uit zijn eerste huwelijk met Guurtje Claas Visscher werden twee kinderen geboren. Ook uit zijn tweede huwelijk met Trijntje Lourens Louwen werden twee kinderen geboren. Twee van zijn zonen Cornelis en Petrus werden evenals hun vader doopsgezind predikant. Zijn gelijknamige kleinzoon Adriaan was boekhandelaar, uitgever en schrijver in Haarlem. Loosjes overleed in maart 1767 bijna 78 jaar oud in zijn woonplaats Westzaandam. 
Oostzaan vernoemde in 1958 een straat naar hem, de Adriaan Loosjesstraat, de omliggende wijk werd in 1964 geannexeerd door Amsterdam, waardoor de straat in Amsterdam-Noord kwam te liggen.
- Biografisch Portaal: 75169688
- Digitale Bibliotheek voor de Nederlandse Letteren: loos007
- International Standard Name Identifier: 0000 0003 9466 9364
- Nederlandse Thesaurus van Auteursnamen: 140209808
- Virtual International Authority File: 289261558
- WorldCat: E39PBJgxr4ydkkKKD94VVG67pP